# 叶夫根尼·舍夫丘克
葉夫根尼·瓦西里耶維奇·舍夫丘克（俄语：Евгений Васильевич Шевчук；1968年6月19日—），德涅斯特河沿岸政治家、擁有德涅斯特河沿岸和俄羅斯雙重國籍。
2011年12月25日，舍夫丘克在2011年德涅斯特河沿岸總統大選中首輪投票以38.55%領先、次輪投票以73.88%選票擊敗更新黨對手阿納托利·卡明斯基，並於12月30日就職成為德涅斯特河沿岸總統。